# Waterpolo al Campionat del Món de natació de 2007

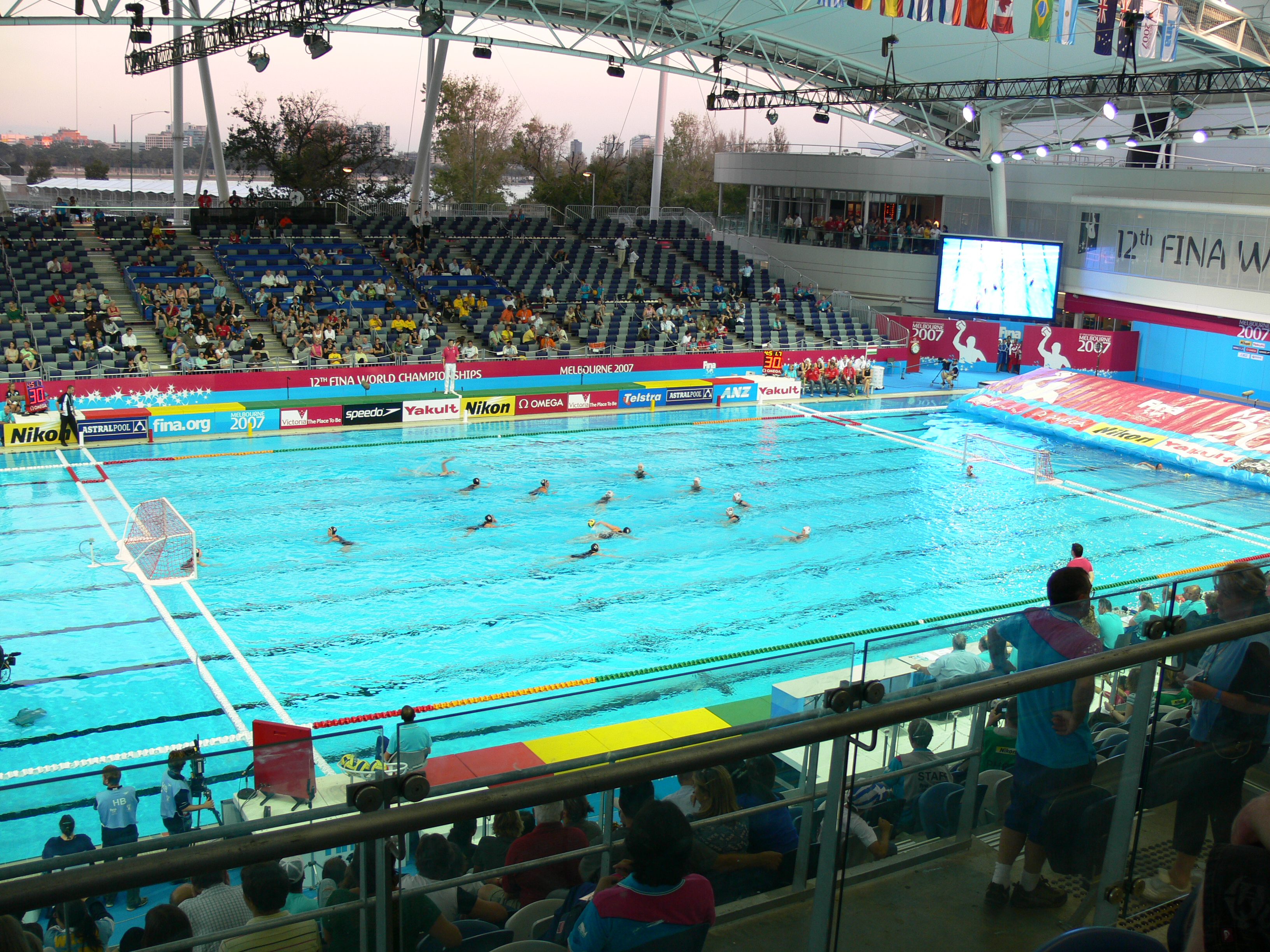
Imatge d'un partit femení de la competició.

La competició de waterpolo al Campionat del Món de natació de 2007 es realitzà a l'Arena Rod Laver de la ciutat de Melbourne (Austràlia).

## Resum de medalles
| Event                | Or | Plata | Bronze |
| competició masculina | CroàciaSamir Barač · Miho Bošković · Damir Burić · Andro Bušlje · Teo Đogaš · Igor Hinić · Maro Joković · Aljoša Kunac · Pavo Marković · Josip Pavić · Mile Smodlaka · Frano Vićan · Zdeslav Vrdoljak                                 | HongriaTibor Benedek · Péter Biros · Rajmund Fodor · Tamás Kásás · Gábor Kis · Gergely Kiss · Norbert Madaras · Tamás Molnár · Viktor Nagy · Zoltán Szécsi · Márton Szivós · Dániel Varga · Dénes Varga               | EspanyaIñaki Aguilar · Ángel Andreo · Iván Gallego · Mario García · Xavier García · David Martín · Marc Minguell · Guillermo Molina · Iván Pérez · Felipe Perrone · Ricardo Perrone · Svilen Piralkov · Xavier Vallès                                                        |
| competició femenina  | Estats UnitsElizabeth Armstrong · Patricia Cardenas · Kameryn Craig · Natalie Golda · Alison Gregorka · Brittany Hayes · Jaime Hipp · Ericka Lorenz · Heather Petri · Moriah van Norman · Brenda Villa · Lauren Wenger · Elsie Windes | AustràliaGemma Beadsworth · Nikita Cuffe · Suzie Fraser · Hadley Gemma · Taniele Gofers · Kate Gynther · Amy Hetzel · Bronwen Knox · Emma Knox · Alicia McCormack · Melissa Rippon · Rebecca Rippon · Mia Santoromito | RússiaValentina Vorontsova · Natalya Shepelina · Ekaterina Zubacheva · Sofya Konukh · Alena Vylegzhanina · Nadezda Glyzina · Ekaterina Pantyulina · Evgenia Soboleva · Natalya Ryzhova-Alenicheva · Olga Fomicheva · Elena Smurova · Anastasia Zubkova · Maria Kovtunovskaya |

## Medaller
| Posició | País         | Or | Plata | Bronze | Total |
| 1       | Croàcia      | 1  | 0     | 0      | 1     |
| 1       | Estats Units | 1  | 0     | 0      | 1     |
| 3       | Austràlia    | 0  | 1     | 0      | 1     |
| 3       | Hongria      | 0  | 1     | 0      | 1     |
| 5       | Espanya      | 0  | 0     | 1      | 1     |
| 5       | Rússia       | 0  | 0     | 1      | 1     |
| Total   | Total        | 2  | 2     | 2      | 6     |